# Khu bảo tồn Rạn Trào
Khu bảo tồn Rạn Trào là khu bảo tồn biển có quy mô nhỏ đầu tiên ở Việt Nam được quản lý bởi cộng đồng dân cư địa phương. Khu bảo tồn nằm trong vịnh Văn Phong, thuộc xã Vạn Hưng, huyện Vạn Ninh, tỉnh Khánh Hoà.

## Lịch sử
Cuộc khảo sát năm 2001 của tỉnh Khánh Hòa và IMA Việt Nam cho thấy, người dân thuộc thôn Đá Trắng khai thác san hô tại Cùm Meo và sử dụng chất độc, mìn để đánh bắt cá ở rạn san hô. Vì vậy, môi trường biển ở đây bị de dọa nghiêm trọng.
Để thực hiện công tác bảo tồn môi trường sinh thái biển ở Rạn Trào, dự án thí điểm "Khu bảo tồn biển Rạn Trào" được thành lập dưới sự cho phép của Ủy ban Nhân dân tỉnh Khánh Hòa (theo công văn 2479/UB ngày 07 tháng 11 năm 2001) và nhận sự hỗ trợ về mặt của kỹ thuật, tài chính của Trung tâm Bảo tồn Sinh vật biển và Phát triển Cộng đồng (MCD) (tiền thân là Liên minh Sinh vật biển quốc tế, IMA).
Khu bảo tồn ra mắt vào ngày 25 tháng 03 năm 2002.

## Hệ sinh thái
Khu bảo tồn có rạn san hô gần bờ với diện tích 28 ha; có hệ động, thực vật phong phú, đa dạng với 145 loài thực vật phù du, 115 loài động vật phù du, 190 loài động vật đáy mềm, 5 loài cây ngập mặn, 6 loài cỏ biển, đặc biệt có 82 loài san hô, 69 loài cá và 25 loài động vật không xương sống trú ngụ và kiếm ăn trong khu vực.
Khu bảo tồn gồm nhiều loài sinh vật biển quý hiếm như bào ngư, hải sâm, cá ngựa và hải quỳ.

## Công tác bảo tồn
Khu bảo tồn Rạn Trào đã triển khai nhiều hoạt động như tuyên truyền ý thức cộng đồng; lấy lợi nhuận từ các hoạt động bảo vệ để duy trì chi phí bảo tồn biển; thực hiện quản lý biển qua việc cấm khai thác, ngừng đánh bắt cá, hạn chế cư trú với biện pháp quản lý năng động.
Năm 2009, vùng biển khu bảo tồn có độ bao phủ san hô trên 60% trong 13 rạn san hô lớn nhỏ thay vì từ 10 đến 20% trước khi khu bảo tồn được thành lập. Khu bảo tồn là sự thành công của mô hình quân và dân chung tay giữ gìn an ninh biển đảo. Theo một số chuyên gia, mô hình "Khu bảo tồn biển Rạn Trào" có được những kết quả tốt trong việc hồi phục các rạn san hô, nguồn lợi hải sản có giá trị nhằm bảo vệ môi trường biển. Do đó, một số địa phương khác noi gương theo mô hình Rạn Trào như Rạn Dứa, xã Tam Hải, Quảng Nam và Vĩnh Trường, xã Phước Dinh, Ninh Thuận.

## Các nghiên cứu
- Phạm Hồng Mạnh & đồng nghiệp (2011). Thách thức đối với khu bảo tồn biển Rạn Trào. Tạp chí Tạp chí KH & CN Thủy sản số 01, tr. 111 – 116.
- Nguyễn Văn Ngọc & đồng nghiệp. Những thách thức đối với khu bảo tồn biển Rạn Trào tại huyện Vạn Ninh, tỉnh Khánh Hòa. Tạp chí KH & CN Thủy sản, số 1/2011, tr.111-116
- Nguyen Thi Minh Huyen. Fisheries benefits from protecting corals: The case of the Nha Trang Bay Marine Protected Area and Trao Reef Marine Reserve. Master Thesis in Fisheries and Aquaculture, University of Tromso, Norway.